# Schizopera aralensis
Schizopera aralensis är en kräftdjursart. Schizopera aralensis ingår i släktet Schizopera och familjen Diosaccidae. Inga underarter finns listade i Catalogue of Life.